# لیلیا اوسادسایا
لیلیا اوسادسایا (اوکراینی: Лілія Семенівна Осадча؛ زادهٔ ۵ فوریهٔ ۱۹۵۳) بازیکن والیبال اهل اتحاد جماهیر شوروی سوسیالیستی است.